# Дівичківська сільська рада
| Дівичківська сільська рада — колишній орган місцевого самоврядування у Переяслав-Хмельницькому районі Київської області з адміністративним центром у с. Дівички. Сільській раді були підпорядковані населені пункти: - с. Дівички |

## Склад ради
Рада складалася з 18 депутатів та голови.

### Керівний склад ради
| ПІБ                     | Основні відомості                                                 | Дата обрання | Дата звільнення |
| ----------------------- | ----------------------------------------------------------------- | ------------ | --------------- |
| Ломака Ольга Михайлівна | Сільський голова, 1957 року народження, освіта, позапартійна      | 26.03.2006   | 31.10.2010      |
| Ломака Ольга Михайлівна | Сільський голова, 1957 року народження, освіта вища, позапартійна | 31.10.2010   |                 |

Примітка: таблиця складена за даними джерела